# Гор (Нидерланды)
Гор (нидерл. Goor) — город в Нидерландах, центр общины Хоф-ван-Твенте в провинции Оверэйссел.
Расположен примерно в 25 км к западу от Энсхеде недалеко от границы с Германией.
Население составляет 12 430 человек (2012).
Права города получил в 1263 году.

## Известные уроженцы
- Копланд, Рутгер (1934—2012) — нидерландский поэт.
- Схрёдер, Хинкелин (род. 1984) — нидерландская пловчиха, олимпийский чемпион.

## Галерея

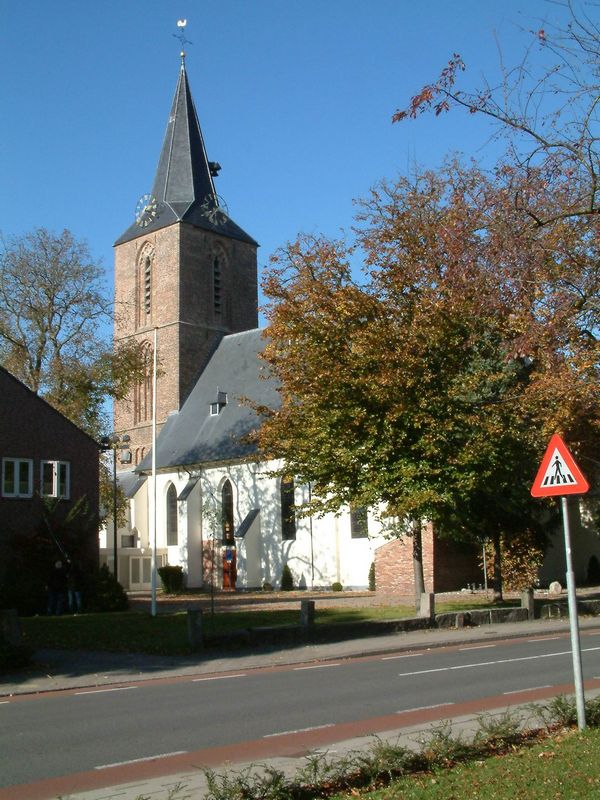
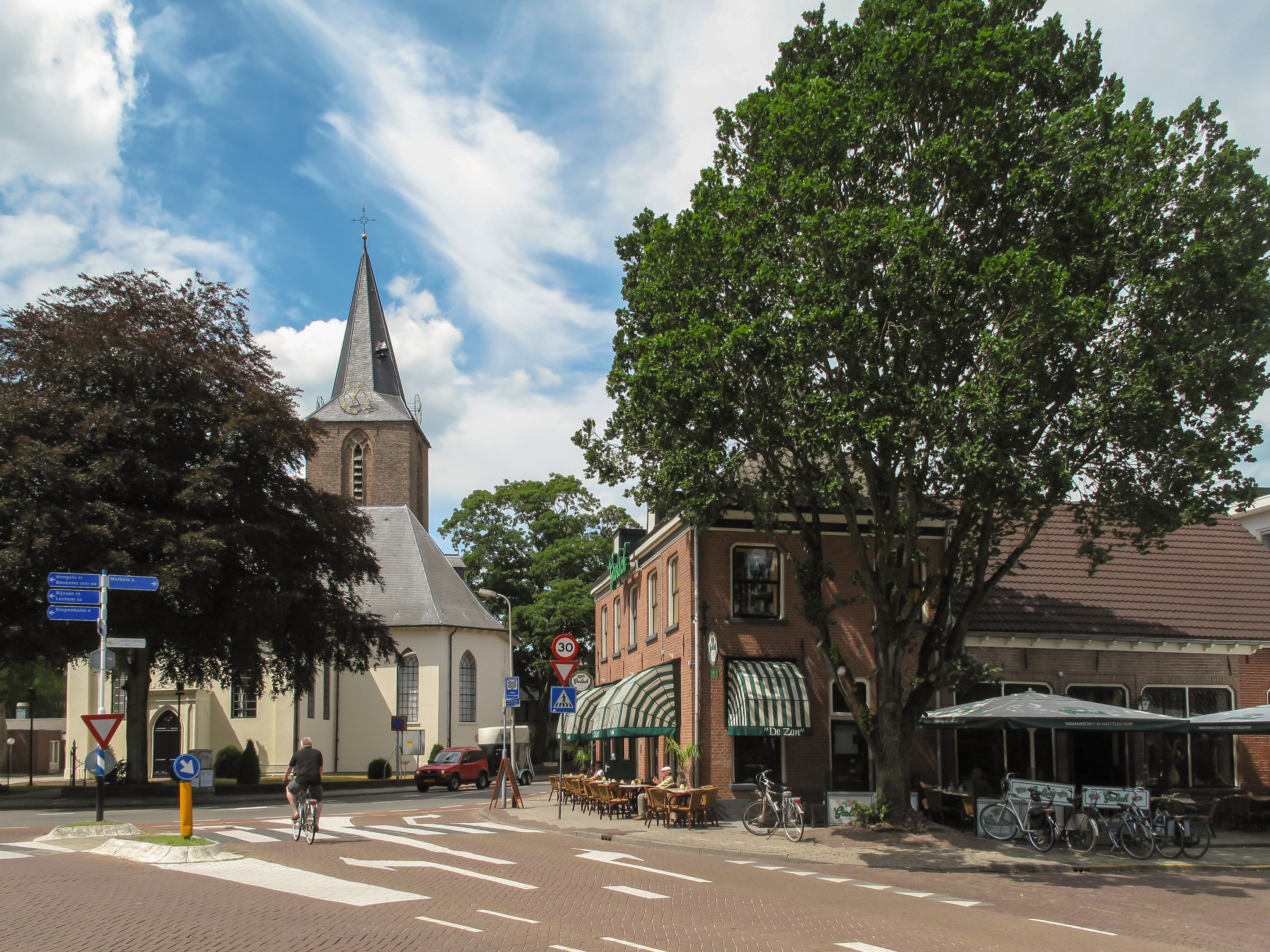
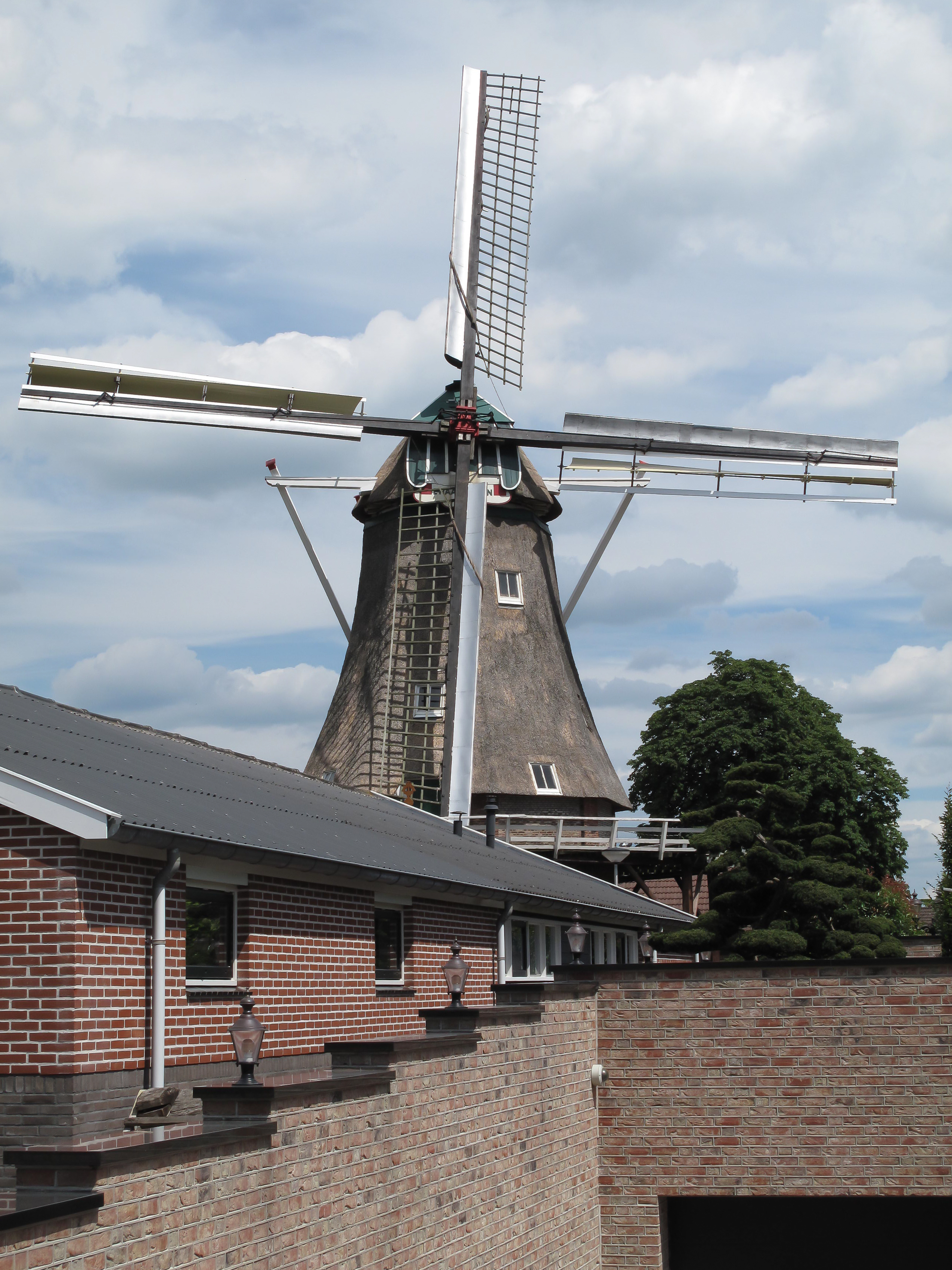